# Кергелен (хребет)
50° пд. ш. 70° сх. д. / 50° пд. ш. 70° сх. д.
Керге́лен (Керге́лен-Га́уссберг) — підводний хребет у південній частині Індійського океану, біля Антарктиди, який розділяє Австрало-Антарктичну і Африкансько-Антарктичну улоговини.
Керге́лен — брилове підняття океанічного дна, місцями з надбудованими вулканічними формами. Довжина хребта становить 2600 км, ширина — до 950 км. Переважні глибини над хребтом — 1000—2000 м; найменша глибина над гребенем — 73 м. Окремі вершини піднімаються над водою, утворюючи острови (Кергелен, Херд). Хребет складений головним чином з базальтів. Вулканічна активність хребта, що почалася, ймовірно, в палеогені, триває (з перервами).
Кергелен відкрита австралійська експедиція Дугласа Моусона (1929—1931).